# 2-я Ламская
2-я Ламская — деревня в Становлянском районе Липецкой области России. Входит в состав Михайловского сельсовета.

## География
Деревня находится в северо-западной части региона, в лесостепной зоне, в пределах Среднерусской возвышенности, южнее посёлка Широкий.
В деревне начинается речка, впадающая в реку Семенёк.

### Климат
Климат характеризуются как умеренно континентальный, с умеренно холодной продолжительной зимой и тёплым летом. Среднегодовая температура воздуха составляет 5,3 °С. Средняя температура воздуха самого холодного месяца (января) — −9,8 °C (абсолютный минимум — −38 °C); самого тёплого месяца (июля) — 19,6 °C (абсолютный максимум — 38 °C). Безморозный период длится около 134 дней. Среднегодовое количество атмосферных осадков составляет 550 мм, из которых около 328 мм выпадает в период с апреля по октябрь. Снежный покров держится в течение 150—160 дней.

## Население
| 2010 |
| ---- |
| 27   |

Население деревни в 2015 году составляло 25 человек.

## Инфраструктура
Личное подсобное хозяйство.

## Транспорт
Деревня доступна автотранспортом. Остановка общественного транспорта «2-я Ламская». 
Через 2-ю Ламскую проходит просёлочная дорога; имеется одна улица: Колхозная.